# Tempestade tropical Koni
A tempestade tropical severa Koni, conhecida nas Filipinas como tempestade tropical Gilas, causou danos moderados a áreas da China e do Vietnã em julho 2003. A oitava tempestade tropical no Pacífico ocidental naquele ano, Koni originou - se de um distúrbio situado no cavado de monção bem a leste das Filipinas em julho. 15. Seguindo para o oeste, a intensificação foi lenta e o sistema permaneceu uma depressão tropical enquanto se movia pelo centro das Filipinas em 17 de julho. Ao se mover para o Mar da China Meridional, no entanto, as condições permitiram um fortalecimento mais rápido e, como tal, o ciclone atingiu o status de tempestade tropical em julho. 18 antes de atingir seu pico de intensidade com ventos máximos sustentados de 110 km/h e uma pressão barométrica mínima de 975 mbar ( hPa ; 28,79 inHg ), tornando-se uma tempestade tropical severa. No entanto, as condições atmosféricas começaram a se deteriorar quando Koni tocou a terra em Ainão em julho. 21, enfraquecendo o sistema. A tempestade tropical continuou a enfraquecer enquanto se movia sobre o Golfo de Tonquim antes de chegar perto de Hanói, no Vietnã, no dia seguinte. Seguindo para o interior, a combinação de interação terrestre e cisalhamento do vento fez com que Koni se dissipasse sobre o Laos em 23 de julho.
Pouco depois do desenvolvimento, Koni rastreou as Filipinas, matando duas pessoas. Depois de se mudar para o Mar da China Meridional, a turbulência produzida pela tempestade resultou em um incidente de aviação envolvendo um avião comercial no oeste das Filipinas. Três dos ocupantes do avião tiveram ferimentos leves. Em Ainão, Koni causou fortes chuvas, chegando a 189 mm em uma estação na montanha Wuzhi. As chuvas resultaram no desabamento de 1.400 casas e um valor estimado de CN ¥ 140,27 milhões ( US $ 16,9 milhões) em perdas econômicas diretas. Os efeitos foram piores no Vietnã, onde três pessoas foram mortas. Ocorreram quedas de energia generalizadas e ventos fortes resultaram em danos agrícolas e de infraestrutura, principalmente nas províncias do norte do Vietnã.

## História meteorológica
O precursor de Koni desenvolveu-se como uma área de convecção profunda dentro de uma monção ativa bem ao sul de Guam em 12 de julho. Embora as condições atmosféricas fossem favoráveis para a ciclogênese tropical, a perturbação tropical não conseguiu manter a atividade de chuva consistente. final de 14 de julho, no entanto, o sistema desenvolveu bandas de chuva organizadas. Isso levou a Agência Meteorológica do Japão (JMA) para classificar o sistema como uma depressão tropical em 0000 UTC em 15 de julho, bem ao norte de Palau. Pouco depois, a tempestade entrou na área de responsabilidade da Administração de Serviços Atmosféricos, Geofísicos e Astronômicos das Filipinas (PAGASA), classificando imediatamente o sistema como uma depressão tropical e designando-o com o nome de Gilas ; o JTWC posteriormente classificou o sistema como tal em 1200 UTC naquele dia. Uma cordilheira subtropical ao norte dirigiu a depressão para o oeste durante grande parte de seus estágios iniciais.
Em julho Em 16 de novembro, o JTWC atualizou o sistema para força de tempestade tropical, enquanto o JMA manteve a classificação de depressão tropical do sistema. até julho Em 17 de novembro, o ciclone tropical começou a se espalhar pelo centro das Filipinas e, ao mesmo tempo, entrou em condições atmosféricas hostis à medida que o cisalhamento do vento e um padrão de escoamento suprimido começaram a impactar a tempestade. No entanto, o ciclone era apenas um sistema ligeiramente enfraquecido quando emergiu no Mar da China Meridional no dia seguinte. Ao mesmo tempo, um vale de ondas curtas começou a forçar a tempestade para noroeste em direção à China. Às 06:00 UTC em julho Em 18 de novembro, o JMA atualizou o ciclone para o status de tempestade tropical, designando-o com o nome de Koni. Embora as condições fossem mais favoráveis no Mar da China Meridional do que nas Filipinas, o cisalhamento moderado e persistente do vento impediu muito o fortalecimento. No entanto, um breve período de condições favoráveis permitiu que Koni se fortalecesse e às 0000 UTC em julho Em 20 de setembro, a tempestade tropical foi atualizada para o status de tempestade tropical severa pela JMA. Enquanto isso, o JTWC atualizou o sistema para intensidade de tufão seis horas depois.

Meio-dia de julho 20 Koni começou a desenvolver um olho parcial. Isso indicou um aumento na intensidade e, como tal, Koni atingiu um pico de força em 1800 UTC naquele dia com ventos máximos sustentados de 110 km/h e uma pressão barométrica mínima de 975 mbar ( hPa ; 28,79 inHg ). Essa intensidade foi mantida por cerca de seis horas, durante as quais Koni começou a se curvar para o oeste. No entanto, as condições moderadas de cisalhamento do vento retornaram no dia seguinte, enfraquecendo o ciclone tropical. Por volta de 1200 UTC em 21 de julho, Koni atingiu a costa sudeste de Ainão com ventos de 95 km/h. A interação com a terra enfraqueceu ainda mais Koni, e o fortalecimento da cordilheira subtropical ao norte do ciclone resultou em um caminho mais para o oeste. Depois de um breve ressurgimento no Golfo de Tonquim, o sistema fez outro pouso, desta vez ao sul de Hanói, Vietnã às 08:00. UTC em 22 de julho. Neste landfall, estima-se que Koni tenha ventos de 85 km/h. Ao seguir para o interior, a tempestade começou a enfraquecer rapidamente e foi rebaixada para a intensidade da depressão tropical em 1800 UTC naquele dia sobre o norte do Laos. Seis horas depois, o JMA declarou que Koni havia se dissipado na mesma região geral.

## Preparativos e impacto

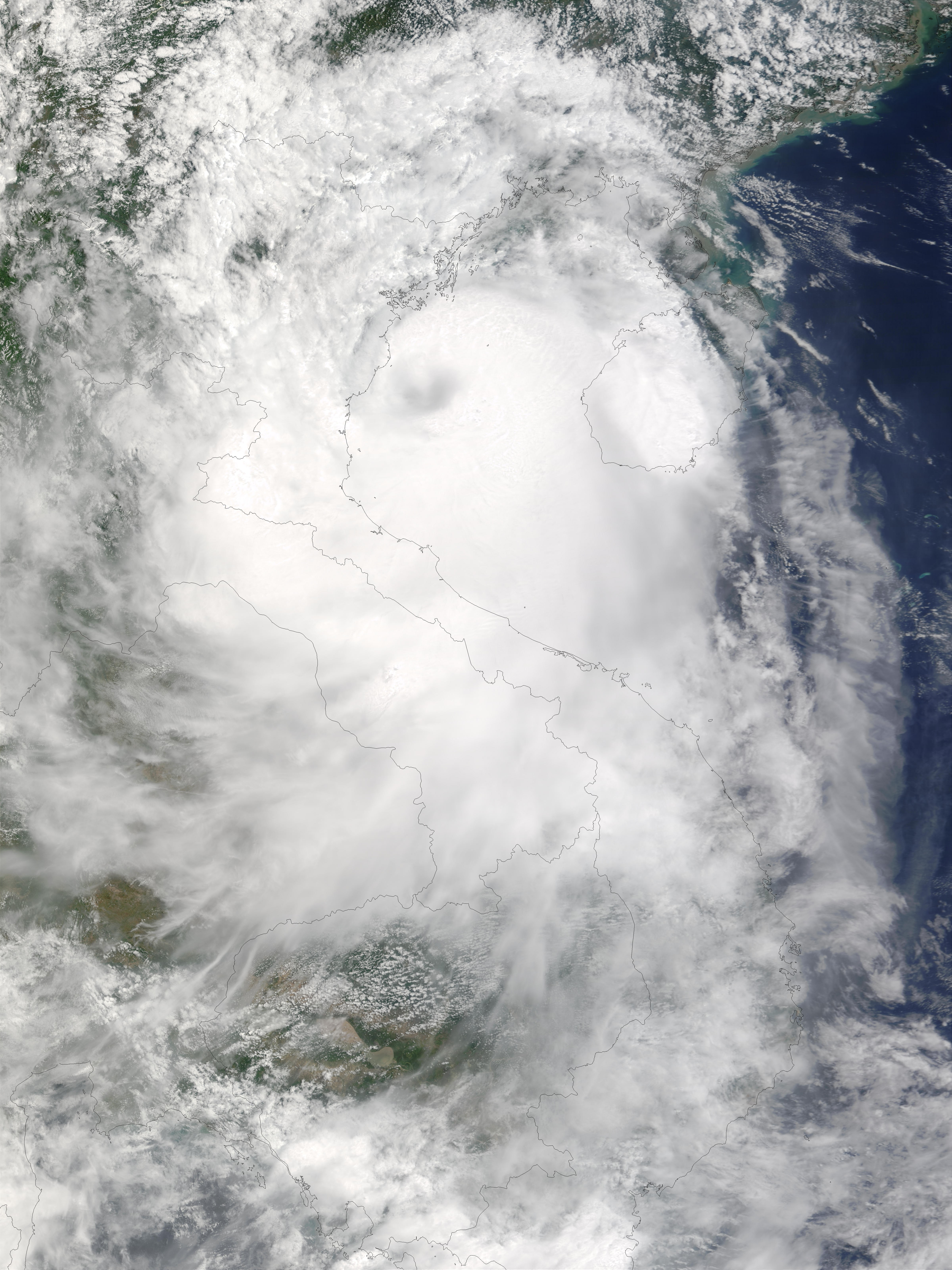
A tempestade tropical Koni se aproximando do Vietnã em julho 22

Quatro pessoas foram mortas nas Filipinas por Koni, e uma pessoa adicional ficou ferida. Os relatórios de danos das Filipinas permaneceram escassos, embora o PAGASA tenha indicado que os custos dos danos totalizaram 67.250 milhões de pesos filipinos (US$ 1,26 milhão). Em 18 de julho, um Airbus A330-242 transportando 242 passageiros com destino a Hong Kong encontraram Koni no Mar da China Meridional e tentaram desviar de sua trajetória planejada para evitar mau tempo. No entanto, o avião inadvertidamente encontrou uma área de forte turbulência, resultando em três ferimentos leves a bordo. Mais tarde, o avião conseguiu sair da área de turbulência e pousar com segurança no Aeroporto Internacional de Hong Kong.
Em Hong Kong, a proximidade da tempestade tropical Koni forçou o Observatório de Hong Kong a emitir o sinal de alerta de ciclone tropical nº 1, o sinal de menor urgência, para a região administrativa especial. Passando bem ao sul de Hong Kong, o vento sustentado mais forte associado à tempestade na região foi uma observação de 52 km/h ventos em Tai Mo Shan. Em última análise, os efeitos na área de Hong Kong foram limitados a um clima disperso, produzindo chuvas isoladas com pico de mais de 40 mm em alguns locais. Em Hainan, onde a tempestade atingiu a costa, 35 vôos foram atrasados enquanto 28 outros foram cancelados devido às condições iniciais de Koni. O serviço de balsas no Estreito de Qiongzhou também foi interrompido, deixando 3.000 pessoas presas veículos. Como resultado de Koni, fortes chuvas ocorreram em Ainão, com pico de 189 mm em uma estação na montanha Wuzhi. Só na província, pelo menos 1.400 casas desabaram. As perdas econômicas diretas decorrentes de Koni em Ainão foram estimadas em CN ¥ 140,27 milhões ( US $ 16,9 milhão). A fim de neutralizar as suspensões e cancelamentos de voos causados por Koni, 198 voos do aeroporto de Meilan foram programados após a passagem da tempestade.
O Vietnã foi o país com os piores impactos do Koni. Quedas de energia generalizadas e falhas de telecomunicações foram comuns durante a passagem da tempestade. Offshore na costa norte do Vietnã, 19 barcos de pesca e de passageiros viraram devido às fortes ondas produzidas pela tempestade tropical. Um desses naufrágios perto de Do Son resultou na morte de um pescador. Outra pessoa foi morta em Tam Diep após ser atingida por uma árvore prostrada. Dezoito outras pessoas em quatro províncias do norte do Vietnã ficaram feridas por destroços lançados pelos ventos fortes de Koni. Na província de Thanh Hóa, ventos fortes arrancaram árvores e postes de eletricidade. Os telhados de 300 casas em Thanh Hóa foram destruídas. Koni também interrompeu o abastecimento de água e o serviço telefônico na cidade. Mais ao norte, em Thái Bình, rajadas chegando a 90 km/h danificado 250 residências, bem como 300 ha de plantações de arroz. Dez das dezoito pessoas feridas em todo o país ficaram feridas lá. Em Hanói, os ventos derrubaram as árvores. No geral, 3 pessoas foram mortas no Vietnã. Aproximadamente 1.000 casas foram destruídas por Koni, resultando em impactos significativos para a agricultura. Apesar dos impactos significativos no Vietnã, as chuvas trazidas por Koni aliviaram as persistentes condições de seca nas colônias do norte do Vietnã. Embora o nome Koni não tenha sido retirado pela Organização Meteorológica Mundial, o nome foi corrigido para Goni para seu uso em 2009. Porém, no final de 2020, o nome Goni foi retirado após seu uso devido aos danos que causou.